# Manuquibia (Ort, Lissadila)
Manuquibia ist ein osttimoresischer Ort im Suco Lissadila (Verwaltungsamt Loes, Gemeinde Liquiçá).
Das Dorf liegt im Südwesten der Aldeia Manuquibia in einer Meereshöhe von 109 m, nördlich des Flusses Gleno, der zum System des Lóis gehört. Östlich liegt das Nachbardorf Faulara und westlich das Dorf Uluana. In Manuquibia steht die protestantische Kapelle Manuquibia.